# Edward Villiers
Sir Edward Villiers (Brooksby, 15 aprile 1620 – Richmond, 2 luglio 1689) è stato un nobile e ufficiale inglese.

## Biografia
Era il figlio di Sir Edward Villiers, e di sua moglie, Barbara St John. Suo padre era il fratellastro maggiore di George Villiers, I duca di Buckingham, favorito sia di Giacomo VI che di Carlo I, una relazione dalla quale trasse grandi benefici. Nominato Lord Presidente del Munster, morì a Cork nel 1626, lasciando enormi debiti.
Suo fratello maggiore William fu ucciso durante l'conquista di Bristol nel 1643; la figlia Barbara divenne amante di Carlo II, dal quale ebbe cinque figli.

## Carriera
Durante le guerre episcopali (1639-1640), Villiers prestò servizio in un reggimento comandato da Lord Goring. Quando scoppiò la prima guerra civile inglese nell'agosto del 1642, fu nominato tenente colonnello in un reggimento reclutato da Sir Charles Gerard, prestando servizio a Edgehill e durante l'assedio di Reading, prima di essere ferito nella Battaglia di Newbury. Successivamente si unì all'esercito realista con sede a Oxford e combatté a Naseby.
Alla fine del 1645 era chiaro che la causa realista era persa, con la sua leadership amaramente divisa; il 2 novembre Villiers scrive al fratello George chiedendogli di vendere la sua casa e i suoi beni poiché "intendeva partire presto per la Francia". Quando la guerra finì nel giugno 1646, fece parte della guarnigione che si arrese a Oxford; non partecipò alla seconda guerra civile inglese del 1648, ma fuggì nella Repubblica olandese insieme a suo cugino George Villiers, II duca di Buckingham.
Dopo la terza guerra civile inglese del 1651, tornò a casa e nel febbraio 1654 contattò Hyde proponendo la creazione del Sealed Knot, un piccolo gruppo che riferiva direttamente a lui e responsabile del coordinamento dei complotti futuri. Escludendo i dissidenti parlamentari e i Covenanters scozzesi il cui sostegno era stato cruciale nella seconda e terza guerra civile, permise a Hyde di ristabilire il controllo sulla politica realista. Tuttavia, la sua efficacia fu minata da una disputa personale di lunga data tra due dei sei leader, Sir Richard Willis e Lord Belasyse.
Nel maggio 1654 fu scoperto un complotto per assassinare Oliver Cromwell, organizzato da Sir Charles Gerard. Willis e Villiers furono arrestati e trattenuti per diversi mesi; secondo quanto riferito, credendo di essere stato tradito da Belasyse, Willis in seguito divenne un doppio agente lavorando per il maestro dello spionaggio di Cromwell, John Thurloe. Nel 1658, il gruppo era stato in gran parte sostituito, mentre Villiers aveva alienato Hyde a causa del suo scarso giudizio e giocò un piccolo ruolo nella Restaurazione Stuart del 1660.
Nel 1661 fu nominato governatore del castello di Tynemouth, incarico che mantenne fino al 1687. La sua ricompensa più significativa fu la nomina di sua moglie come governante di Maria e Anna, figlie del duca di York. Nel novembre 1677, tre delle sue figlie accompagnarono Maria nei Paesi Bassi quando sposò Guglielmo d'Orange, mentre nel febbraio 1678 Carlo accettò di sostenerlo nella guerra franco-olandese. Villiers era colonnello di uno dei reggimenti reclutati per la guerra, i cui ufficiali includevano i suoi due figli e il genero John Berkeley, IV visconte Fitzhardinge. Il conflitto terminò nell'agosto del 1678 prima che queste truppe entrassero in servizio attivo e il reggimento si sciogliesse all'inizio del 1679.
Poiché Carlo non aveva figli legittimi, l'erede era il fratello cattolico Giacomo; dal 1679 al 1681 la politica inglese fu dominata dalla Crisi dell'Esclusione, un tentativo di escluderlo dal trono. Villiers rimase leale e fu ricompensato con la nomina a Cavaliere Maresciallo nel 1681, una posizione legale redditizia. La figlia Elizabeth divenne l'amante di Guglielmo III nel 1680, e quando Giacomo divenne re nel febbraio 1685, la cosa fu ampiamente pubblicizzata, presumibilmente per causare divisioni con la principessa Maria, erede di Giacomo fino alla nascita di Giacomo Francesco Edoardo Stuart nel giugno 1688. Costretta a tornare a Londra, ad Elizabeth fu permesso di tornare nei Paesi Bassi quando Villiers intercedette in suo favore, e secondo quanto riferito la relazione continuò fino al 1695, quando sposò suo cugino George Hamilton, I conte di Orkney.

## Matrimoni

### Primo Matrimonio
Nel 1646, sposò Lady Frances Howard (1633-1677), figlia di Theophilus Howard, II conte di Suffolk e Lady Elizabeth Home. Ebbero otto figli:
- Lady Anne Villiers (1651-30 novembre 1688) sposò William Bentinck, I conte di Portland, ebbero sei figli;
- Lady Catherine Villiers (1652-1709), sposò in prime nozze Louis Le Vasseur, marchese de Puissar, sposò in seconde nozze il colonnello William Villiers;
- Lady Henrietta Villiers (1653-1 febbraio 1720), sposò John Campbell, II conte di Breadalbane e Holland, ebbero tre figli;
- Lady Barbara Villiers (1654-19 settembre 1708), sposò John Berkeley, IV visconte di Berehaven, ebbero due figlie;
- Edward Villiers, I conte di Jersey (1656-1711);
- Lady Elizabeth Villiers (1657-9 aprile 1733), sposò George Hamilton, I conte di Orkney, ebbero tre figlie;
- Lord Henry Villiers (1658-18 agosto 1707).
- Lady Mary Villiers (?-17 aprile 1753), sposò William O'Brien, III conte di Inchiquin, ebbero cinque figli.

### Secondo Matrimonio
Sposò, il 25 febbraio 1683/84, Martha Love (?-1738). Non ebbero figli.

## Morte
Morì il 2 luglio 1689 a Richmond, nel Surrey, e fu sepolto nell'Abbazia di Westminster.